# Aulacocyclus
Genre
Synonymes
- Caulifer Kaup, 1871[1]
- Tristorthus Kuwert, 1896[1]

Aulacocyclus est un genre de coléoptères de la famille des Passalidae.

## Liste d'espèces
Selon Catalogue of Life (13 juin 2020) :
- Aulacocyclus aliicornis Kuwert, 1897
- Aulacocyclus andrewesi Gravely, 1914
- Aulacocyclus boudinoti Boucher & Reyes-Castillo, 1997
- Aulacocyclus celebesiensis Heller, 1898
- Aulacocyclus collaris Blackburn, 1896
- Aulacocyclus deyrollei Kaup, 1868
- Aulacocyclus edentulus (MacLeay, 1827)
- Aulacocyclus felderi (Stoliczka, 1873)
- Aulacocyclus fracticornis Kuwert, 1891
- Aulacocyclus glabriusculus Kuwert, 1891
- Aulacocyclus gravelyi Dibb, 1933
- Aulacocyclus hangayi Doesburg, 1992
- Aulacocyclus kaupi MacLeay, 1871
- Aulacocyclus laevipennis Doesburg, 1945
- Aulacocyclus mastersi (MacLeay, 1871)
- Aulacocyclus papuanus (Heller, 1910)
- Aulacocyclus perlatus Kaup, 1868
- Aulacocyclus pugnax (Fauvel, 1903)
- Aulacocyclus rosenbergi Kaup, 1868
- Aulacocyclus rouxi Heller, 1916
- Aulacocyclus tambourinensis Mjöberg, 1917
- Aulacocyclus teres (Percheron, 1841)
- Aulacocyclus tricuspis Kaup, 1868
- Aulacocyclus yorkensis Reyes-Castillo & Jiménez-Ferbans, 2016
- Aulacocyclus zangi Dibb, 1935